# Rose Murphy
Rose Murphy, (Xenia, 1913. április 28. – New York, 1989. november 16.) amerikai dzsesszzongorista, énekesnő. Rose Murphy-t leginkább a „Busy Line” című dala, továbbá egyedi énekstílusa tette híressé. Rose Murphy-t az AllMusic egyik munkatársa, Scott Yanow úgy jellemezte, hogy „egyedülálló helye van a zenetörténetben”. Murphy-t „chee-chee girl”-ként ismerték, mivel sok számában „chee-chee”-t énekelt. Úgy is ismerték, mint „a halványrózsaszín-hangú lány”.

| Rose Murphy                               | Rose Murphy                               |
| Kattints az alábbi külső linkek egyikére! | Kattints az alábbi külső linkek egyikére! |
| ----------------------------------------- | ----------------------------------------- |
| Nem található szabad kép.(?)              |                                           |
| külső link · jogvédett                    | Rose Murphy                               |

## Pályafutása
Murphy az 1930-as évek végén kezdte meg zenei karrierjét, közben zongorázott olyan előadóknak, mint például Count Basie. Az 1940-es évek végén vált népszerűvé mind az Egyesült Államokban mind az Egyesült Királyságban is. Leginkább magas hangú énekstílusáról volt ismert, amely magában foglalt scat-éneklést, a kuncogást és más ütős hangeffektusokat. Az egyik legismertebb dala, a „Busy Line” talán leghíresebb vokális hangeffektusát használta fel: a telefoncsörgés rbrrp, brrrp-jét.
Peter Skellern dalának egy verzióját később 1990-ben a 02 BT Cellnet felhasználta egy televíziós reklámban, amely akkora sikert aratott, hogy az RCA Records újra kiadta az eredeti felvételt. Margit brit királyi hercegnő Rose Murphy rajongója lett, miután a „Busy Line” sláger lett Angliában. Részt vett Murphy londoni koncertjein, utánozta őt zongorázás közben, és a udvari bulikon a „Busy Line”-t énekelte.
Az 1950-es évektől az 1980-as évekig Murphy a legjobb New York-i klubokban játszott. Általában Slam Stewart basszusgitáros vagy Morris Edwards kísérte. Ezeket londoni és más és európai körutakkal tarkították.
Murphy Négyszer házasodott meg. 1989 júniusában egy kéthetes fellépés során Murphy megbetegedett, és visszatért New Yorkba. 76 évesen New Yorkban halt meg 1989-ben. Rose Murphyre és az Egyesült Királyságban zajló rádióadásait is szóbahozza Brian Hurst brit író „Under the Pink Light” című regénye.

## Lemezek
- Royale (1835)
- Rose Murphy and Quartette (1955)
- Not Cha-Cha, but Chi-Chi (1957)
- Jazz, Joy and Happiness (1962)

## Fordítás
Ez a szócikk részben vagy egészben  a   Rose Murphy című angol Wikipédia-szócikk ezen változatának fordításán alapul.  Az eredeti cikk szerkesztőit annak laptörténete sorolja fel. Ez a jelzés csupán a megfogalmazás eredetét és a szerzői jogokat jelzi, nem szolgál a cikkben szereplő információk forrásmegjelöléseként.